# العلاقات السلوفاكية المدغشقرية
العلاقات السلوفاكية المدغشقرية هي العلاقات الثنائية التي تجمع بين سلوفاكيا ومدغشقر.

## مقارنة بين البلدين
هذه مقارنة عامة ومرجعية للدولتين:
| وجه المقارنة                                              | سلوفاكيا                                                       | مدغشقر                      |
| --------------------------------------------------------- | -------------------------------------------------------------- | --------------------------- |
| المساحة (كم2)                                             | 49.03 ألف                                                      | 587.04 ألف                  |
| عدد السكان (نسمة)                                         | 5.44 مليون                                                     | 25.57 مليون                 |
| الكثافة السكانية (ن./كم²)                                 | 110.95                                                         | 43.56                       |
| العاصمة                                                   | براتيسلافا                                                     | أنتاناناريفو                |
| اللغة الرسمية                                             | اللغة السلوفاكية                                               | اللغة الملغاشية، لغة فرنسية |
| العملة                                                    | كرونة سلوفاكية، يورو                                           | أرياري مدغشقري              |
| الناتج المحلي الإجمالي (بليون دولار)                      | 95.77 مليار                                                    | 11.50 مليار                 |
| الناتج المحلي الإجمالي (تعادل القوة الشرائية) بليون دولار | 162.34 مليار                                                   | 35.51 مليار                 |
| الناتج المحلي الإجمالي الاسمي للفرد دولار أمريكي          | 16.09 ألف                                                      | 401                         |
| الناتج المحلي الإجمالي للفرد دولار أمريكي                 | 30.46 ألف                                                      | 1.44 ألف                    |
| مؤشر التنمية البشرية                                      | 0.844                                                          | 0.510                       |
| رمز المكالمات الدولي                                      | +421                                                           | +261                        |
| رمز الإنترنت                                              | .sk                                                            | .mg                         |
| المنطقة الزمنية                                           | توقيت وسط أوروبا، ت ع م+01:00، ت ع م+02:00، أوروبا/براتيسلافا ‏ | ت ع م+03:00                 |

## منظمات دولية مشتركة
يشترك البلدان في عضوية مجموعة من المنظمات الدولية، منها:
| علم المنظمة | اسم المنظمة                               | تاريخ انضمام سلوفاكيا | تاريخ انضمام مدغشقر |
| ----------- | ----------------------------------------- | --------------------- | ------------------- |
|             | مؤسسة التنمية الدولية                     | 1993                  | 25 سبتمبر 1963      |
|             | يونسكو                                    | 9 فبراير 1993         | 10 نوفمبر 1960      |
|             | وكالة ضمان الاستثمار متعدد الأطراف        | 1993                  | 8 يونيو 1988        |
|             | الأمم المتحدة                             | 19 يناير 1993         | 20 سبتمبر 1960      |
|             | الفريق المعني برصد الأرض                  | ?                     | ?                   |
|             | الاتحاد البريدي العالمي                   | ?                     | ?                   |
|             | البنك الدولي للإنشاء والتعمير             | 1993                  | 25 سبتمبر 1963      |
|             | الاتحاد الدولي للاتصالات                  | 23 فبراير 1993        | 11 مايو 1961        |
|             | منظمة حظر الأسلحة الكيميائية              | ?                     | ?                   |
|             | مؤسسة التمويل الدولية                     | 1993                  | 27 سبتمبر 1963      |
|             | المركز الدولي لتسوية المنازعات الاستشارية | 26 يونيو 1994         | 14 أكتوبر 1966      |
|             | منظمة التجارة العالمية                    | ?                     | ?                   |
|             | منظمة الشرطة الجنائية الدولية             | ?                     | ?                   |

## وصلات خارجية
- موقع وزارة الخارجية السلوفاكية